# Zine Zag
Pour les articles homonymes, voir Zag (homonymie).
Zine Zag est un magazine de bande dessinée québécoise publié trimestriellement à Saint-Martin et à Saint-Georges en Beauce au Québec (Canada) à la fin des années 1990 et au début des années 2000.

## Description du contenu
Le contenu de Zine Zag est composé principalement de bandes dessinées inédites en noir et blanc. On y retrouve aussi des entrevues et des reportages en lien avec la bande dessinée, au Québec et ailleurs.
Le magazine publie aussi des critiques, des chroniques, ainsi que des comptes rendus de colloques, de festivals et d'expositions sur la BD.
Les collaborateurs sont tous d'origine canadienne et sont francophones venant majoritairement de partout dans la province de Québec.

## Historique
Le magazine Zine Zag, édité par les Éditions Publika est publié d'abord de façon bimestrielle avant de devenir trimestrielle au Québec de décembre 1998 à avril 2004 pendant quinze numéros.
Le projet Zine Zag est une initiative personnelle de son fondateur, Salvador Dallaire, pour promouvoir la création de bandes dessinées québécoises. Il est véritablement lancé à Québec en avril 1999 pendant le XIIe Festival de la bande dessinée francophone de Québec.
Zine Zag porte en sous-titre 100 % BD. D'abord distribué dans la seule ville de Québec pour les premiers numéros, on le trouve ensuite à Montréal, principalement dans les librairies spécialisées. Dans les pages de Zine Zag, il y a un éventail de bandes dessinées couvrant un champ d'intérêt assez vaste, laissant supposer qu'il n'y a pas de contrainte éditoriale d'aucune sorte : satire sociale, humour, polar, science-fiction, poésie, etc.
En 2004, son fondateur décide de mettre fin à cette aventure éditoriale collective pour se consacrer à ses productions personnelles en BD.

## Fiche technique
- Éditeur : Éditions Publika, (Saint-Martin) ;
- Format : 21,5 x 28 cm ;
- Nombre de pages : variable (de 32 à 48) ;
- Type de papier : couverture en carton souple glacé, intérieur mat ;
- Impression : couverture en couleurs (sauf numéro 1 en noir et blanc), intérieur noir et blanc ;
- Périodicité : bimestriel, puis trimestriel ;
- Numéro 1 : décembre 1998 ;
- Numéro 15 : avril 2004 (dernier numéro).

## Collaborateurs
Quelques-uns de ces artistes travaillent sous un pseudonyme.

### Auteurs de bandes dessinées
Les auteurs de bande dessinée québécois sont généralement à la fois dessinateur et scénariste.
Il arrive qu'ils ne pratiquent qu'une seule de ces deux disciplines, travaillant alors en équipe avec quelqu'un de l'autre discipline.
- ADDTC (à titre de scénariste) ;
- Line Arsenault ;
- Avary (Jean-François April) ;
- Simon Banville ;
- Jimmy Beaulieu ;
- Mathieu Benoit ;
- Julien Chung ;
- Salvador Dallaire ;
- Jean-Pierre Dupuis ;
- Jull (Julien Dufour) ;
- Yannick England ;
- Al+Flag (Alain Gosselin) ;
- Gag (André Gagnon) ;
- Philippe Girard ;
- Benoît Godbout[5] ;
- Michel Grant ;
- Grazo (Francis Pelletier, à titre de dessinateur) ;
- François Guillet ;
- Benoît Joly ;
- Éric Lacasse ;
- Michel Lacombe[5] ;
- Michèle Laframboise[1] ;
- Maco (Marc-Étienne Paquette) ;
- Jérome Mercier ;
- Antoine Merlin ;
- Marc Pageau[3], [1] ;
- Louis Paradis[1], [6] ;
- Nathalie Quirion (à titre de scénariste) ;
- Salo (Salvador Dallaire, à titre de scénariste) ;
- Scantin (Sébastien Cantin) ;
- Leif Tande (Éric Asselin) ;
- Vital Beaudin ;
- VoRo[3], [1] (Vincent Rioux).

### Chroniqueurs
- Salvador Dallaire (éditeur) ;
- Michel Pleau (entrevues) ;
- Steve Requin (Stéphane Johnson, chronique) ;
- Michel Viau (histoire de la BD québécoise).